# 岡田敦子
岡田 敦子（おかだ あつこ、1976年10月15日 - ）は、日本の女性キックボクサー、プロボクサー。愛媛県松山市出身。RAPTURE KING所属。

## 来歴
松山大学卒業後、フリーアナウンサーとして活動。
2002年9月に上京し、スポーツインストラクターとなる。
2004年2月11日、R.I.S.E.でプロデビュー。以来、J-NETWORK「女祭り」を主戦場にキックボクシングのリングに上がる一方で、フリーのインストラクター活動を並行して行っている。
2005年7月23日、ドージョー・チャクリキ・ジャパンと所属契約を結んだことが発表された。
日本女子ボクシング協会（JWBC）認定の女子プロボクサーでもあり、2006年12月15日に新宿FACEにてエキシビションながらWBC世界王者菊地奈々子相手にボクシングデビュー。2006年4月22日にも韓国ソウルで崔臣希（韓国）相手にプロデビュー戦を行う予定であったが、中止となっていた。
2007年4月2日、所属先のドージョー・チャクリキ・ジャパンから「再三に渡る選手契約事項違反」のため「1年間の対外試合停止処分」を言い渡され、協議の結果6月4日付で同ジムとの選手契約を解消した。
その後「team RAPTURE KING」を結成し、複数のプロモーションのリングに登場している。
2008年後半から主戦場をM-1に移す。2009年1月18日、勝山舞子を判定で下し、初代M-1女子ミニフライ級王者となった。
2010年3月21日、M-1女子ミニフライ級王座初防衛戦でちはると対戦し、判定負けで王座から陥落した。
2010年12月1日、プロボクシング興行BOXFIGHTに出場し、ジェット・イズミにドクターストップによる2RTKO勝利。
2011年8月17日タイ・バンコクにて、タイスポーツ省『THE 3RD OPEN INTERNATIONAL MUAYTHAI CHAMPIONSHIPS』で優勝
W.M.F、スポーツ省合わせて日本人選手が金メダルを獲得したのは、2006年度大会のジュニア部門ピン級のHIROYA以来6年振り、女子では初のこと。
同大会でベストワイクルー賞（ワイクルー＝試合前の舞踊）も獲得した。
2011年8月タイ・バンコクで「古式ムエタイ」１０冠を獲得。
2011年11月、選手・インストラクターのキャリアを生かし、格闘技エクササイズ「タイキックリズム」を立ち上げる。
2020年10月25日、原宿にセルフ＆パーソナルキックボクシング「原宿Kickboxing studio」を開業。
2022年7月27日、ロサンゼルスにてビリー隊長に牧師をしてもらい芹沢健市氏と結婚式をあげる。

## 戦績

### プロキックボクシング
| キックボクシング 戦績 | キックボクシング 戦績 | キックボクシング 戦績 | キックボクシング 戦績 | キックボクシング 戦績 | キックボクシング 戦績 | キックボクシング 戦績 |
| --------------------- | --------------------- | --------------------- | --------------------- | --------------------- | --------------------- | --------------------- |
| 24 試合               | (T)KO                 | 判定                  | その他                | 引き分け              | 無効試合              |                       |
| 9 勝                  | 1                     | 8                     | 0                     | 6                     | 0                     |                       |
| 9 敗                  | 0                     | 9                     | 0                     | 6                     | 0                     |                       |

| 勝敗 | 対戦相手           | 試合結果                | 大会名 | 開催年月日     |
| ×    | ちはる             | 2分5R終了 判定0-3       | M-1 FAIRTEX SINGHA BEER ムエタイチャレンジ『NAI KANOMTOM vol.1』 【M-1女子ミニフライ級タイトルマッチ】              | 2010年3月21日  |
| ×    | 美保               | 2分3R終了 判定1-2       | REBELS | 2010年1月23日  |
| ×    | ☆MIKA☆             | 2分3R終了 判定0-2       | M-1 FAIRTEX SINGHA BEER ムエタイチャレンジ 2009 Yod Nak Suu vol.2                                                   | 2009年6月21日  |
| ○    | 勝山舞子           | 2分5R終了 判定3-0       | ムエローク Japan 2009 〜最大最強のムエタイ祭り〜 【M-1女子ミニフライ級王座決定戦】                                  | 2009年1月18日  |
| ○    | ちはる             | 2分3R+延長R終了 判定2-1 | M-1 ムエタイチャレンジ「Legend of Elbows 2008 〜JAI SUU〜」 【M-1女子初代ミニフライ級王座決定トーナメント 準決勝】  | 2008年11月9日  |
| ○    | ジェット・イズミ   | 2分5R終了 判定2-1       | CROSSPOINT presents X-TRA!                                                                                          | 2008年9月15日  |
| ×    | 紅絹               | 2分3R終了 判定1-2       | J-NETWORK「J-GIRLS World Queen Tournament 2008 決勝戦」 【J-GIRLSミニフライ級王座次期挑戦者決定トーナメント 3回戦】 | 2008年5月25日  |
| ○    | 安倍基江           | 2分3R終了 判定2-0       | J-NETWORK「J-GIRLS World Queen Tournament 2008 決勝戦」 【J-GIRLSミニフライ級王座次期挑戦者決定トーナメント 2回戦】 | 2008年5月25日  |
| △    | 紅絹               | 2分3R終了 判定1-1       | J-NETWORK「J-GIRLS World Queen Tournament 2008 開幕戦」                                                             | 2008年3月2日   |
| △    | ジャン・ウンジョン | 2分3R終了 判定1-0       | J-NETWORK「J-GIRLS 風花祭り 〜World Queen Tournament 前哨戦〜」                                                     | 2007年11月4日  |
| △    | ジャン・ウンジョン | 2分3R終了 判定1-0       | J-NETWORK「J-GIRLS 十六夜祭り 〜NEW HEROINE COMING!!〜」                                                            | 2007年9月9日   |
| ○    | MITSUKI            | 2分3R終了 判定3-0       | J-NETWORK「女祭り2nd round・昼の部」 【J-GIRLS認定初代ミニフライ級王座決定トーナメント 2回戦】                      | 2007年3月31日  |
| ○    | ジェット・イズミ   | 2分3R終了 判定3-0       | J-NETWORK「2007年『女祭り』開幕戦」                                                                                 | 2007年2月4日   |
| ×    | 大島椿             | 2分3R+延長R終了 判定1-2 | J-NETWORK&日本女子ボクシング協会合同興行「女祭り」                                                                  | 2006年10月29日 |
| △    | ジェット・イズミ   | 3分3R終了 判定1-0       | R.I.S.E.「FLASH to CRUSH TOURNAMENT '06」 【オープニングファイト】                                                  | 2006年6月25日  |
| ×    | 山田純琴           | 3分5R終了 判定1-2       | 天空「響き 〜女の夢 全て託して舞い上がれ〜」                                                                        | 2006年5月28日  |
| △    | 山田純琴           | 3分3R終了 判定1-0       | R.I.S.E.「G-BAZOOKA TOURNAMENT '06」                                                                                | 2006年3月26日  |
| ×    | 菊地奈々子         | 3分3R終了 判定0-2       | 琉球 Kamikaze Sprits                                                                                                | 2005年11月13日 |
| ○    | 愛弓               | 3R 3:00 KO              | R.I.S.E. XVIII | 2005年8月28日  |
| ×    | 長島佳代子         | 3分3R終了 判定0-3       | R.I.S.E. XII | 2005年1月30日  |
| ×    | 石山絵理           | 3分3R終了 判定0-3       | R.I.S.E. IX | 2004年9月26日  |
| ○    | 林裕子             | 3分2R終了 判定3-0       | R.I.S.E. THE LAW of THE RING 〜日本vs世界〜【フレッシュファイト】                                                   | 2004年7月4日   |
| ○    | 只野南             | 3分2R終了 判定          | R.I.S.E. VII【フレッシュファイト】                                                                                  | 2004年4月29日  |
| △    | 下村玲子           | 3分2R終了 判定1-1       | R.I.S.E. VI【フレッシュファイト】                                                                                   | 2004年2月11日  |

### アマチュアキックボクシング
| 勝敗 | 対戦相手   | 試合結果          | 大会名           | 開催年月日    |
| ○    | 戸笈和歌子 | 2分2R終了 判定3-0 | AMATEUR R.I.S.E. | 2003年6月15日 |

### プロボクシング
| 勝敗 | 対戦相手         | 試合結果                                | 大会名                           | 開催年月日    |
| ○    | ジェット・イズミ | 2R 0:19 TKO（ドクターストップ：カット） | BOXFIGHT Vol.2 〜second wave〜   | 2010年12月1日 |
| ×    | 伊藤まみ         | 4R終了 判定0-3                          | 日本女子ボクシング協会「拳華道」 | 2007年2月12日 |

### エキシビション
| 勝敗 | 対戦相手   | 試合結果       | 大会名                                                 | 開催年月日     |
| －   | 正木純子   | エキシビション | ドラゴンジム「BREATHLESS MUAY THAI 4」                 | 2007年8月5日   |
| －   | 森岡タカシ | エキシビション | MA日本キックボクシング連盟「雷舞」                     | 2007年7月8日   |
| －   | 渡辺久江   | エキシビション | J-NETWORK「J-GIRLS 七夕祭り 〜NEW HEROINE COMING!!〜」 | 2007年7月1日   |
| －   | 菊地奈々子 | エキシビション | 日本女子ボクシング協会「女拳闘士・最強祭」             | 2006年12月15日 |

## 出演

### 映画
- to-be（2011年12月、ロマネプロモーション）
- ワーストギア（2012年4月、ロマネプロモーション）
- ワーストギア（2012年6月、ロマネプロモーション）